# پل شووه
پل شووه (فرانسوی: Paul Chauvet‎؛ زادهٔ) دوچرخه‌سوار اهل فرانسه است.